# Nathaniel Francis
Nathaniel Joseph Selver „Bops“ Francis (* 6. Mai 1912 auf Grand Turk Island; † Anfang August 2004) war ein Politiker der Progressive National Party (PNP) der Turks- und Caicosinseln, der unter anderem zwischen 1985 und 1986 Chief Minister der Turks- und Caicosinseln war.

## Leben

### Gesundheitsinspektor und Verdienste um das Gesundheitswesen
„Bops“ Francis, Sohn von Nathaniel Joseph Francis und Helena Louise Selver, wurde erhielt im Haushalt seines Großvaters, des Friedensrichters Nathaniel H. Selver, zunächst Privatunterricht durch seine Tante Clara Selver und besuchte von 1919 bis 1926 die Grand Turk Elementary School sowie im Anschluss die All Age School. Daneben erhielt er eine Druckerausbildung durch seinen Vater, der für die Regierungsdruckerei tätig war. Nach dem Tode seines Vaters 1938 trat er in den öffentlichen Dienst ein und wurde Assistent des Leiters des Amtes für öffentliche Arbeiten. Daneben vertrat er Personen vor dem Katastergericht, dem Court of the Land, wobei er dies aufgrund der gesetzlichen Bestimmungen (Laws of the Land) unentgeltlich machen musste. Aufgrund dieser Tätigkeiten begann er aufgrund einer Empfehlung des damaligen britischen Kommissars der Turks- und Caicosinseln Edwin Porter Arrowsmith ein damals übliches Studium der Rechtswissenschaften in einer renommierten Anwaltskanzlei in Jamaika. Anfang der 1940er Jahre wurde er sogenannter Inspector of Nuisance und befasste sich damit in Jamaika mit der Thematik des Quiet enjoyment, dem Recht auf ungestörte Ausübung des Besitzes an einer Sache nach dem Common Law. Danach begann er 1945 ein Studium im Fach Öffentliches Gesundheitswesen an der School for Public Health Inspectors in Jamaika.
Nach seiner Rückkehr wurde Francis der erste Inspektor für den öffentlichen Gesundheitsdienst der Turks- und Caicosinseln und verfasste in dieser Zeit einen Kodex für Gesundheitsrecht und Standards, um die durch Fliegen, Moskitos, Flöhe, Zecken und andere Wurmbefall ausgelösten Krankheiten zu verringern. Insbesondere gelang eine grundlegende Verbesserung des Gesundheitszustandes von Kindern bei wachsender Zahl von Schulbesuchen, wobei er neben der Behandlung der Erkrankungen großen Wert auf Aufklärung von Eltern, Lehrer und Schüler durch Vorträge über die Übertragung von Krankheiten legte. Den Posten als Inspektor für den öffentlichen Gesundheitsdienst bekleidete er bis zu seinem Eintritt in den Ruhestand 1972.

### Politische Laufbahn, Chief Minister und Rücktritt
Nach seinem Eintritt in den Ruhestand begann die politische Laufbahn von Francis, der 1972 zum Mitglied des Parlaments (House of Assembly) gewählt wurde. In der Folgezeit engagierte er sich vor der Einführung eines ministeriellen Regierungssystems (1976) in der sogenannten „offenen Parlamentspolitik“ (Open House Politics) und arbeitete zusammen mit Politikern wie Norman Saunders, Headley Durham, Dan Malcolm und Art Butterfield in der Verfassungskommission, die die Verfassung von 1976 erarbeitete. Zu den Wahlen 1976 gründete er gemeinsam mit Saunders die Progressive National Organisation (PNO), die allerdings nur vier von elf Sitzen erhielt und somit der People’s Democratic Movement (PDM) von James Alexander George Smith „Jags“ McCartney unterlag. Später änderte die PNO ihren Namen in die heutige Bezeichnung Progressive National Party (PNP) und trat anders als die PDM nicht für Unabhängigkeit des in der Karibik liegenden britischen Überseegebiets ein.
Nachdem die PNP nach vier Jahren in der Opposition die Wahlen vom November 1980 gewonnen hatte, wurde „Bops“ Francis im November 1980 vom nunmehrigen Chief Minister Norman Saunders zum Minister für öffentliche Arbeiten und Kommunikation in dessen Kabinett berufen. Bei den Wahlen 1984 wurde die PNP bestätigt und lag mit acht der elf Sitze im House of Assembly deutlich vor der PDM, die nur drei Mandate errang. Als im März 1985 Chief Minister Saunders zusammen mit dem Minister für Handel und Entwicklung, Stafford Missick, bei einem Aufenthalt in den USA in Miami wegen Verstoßes gegen das Betäubungsmittelgesetz verhaftet wurde, übernahm Francis als stellvertretender Premierminister am 28. März 1985 das Amt des Chief Minister sowie als politischer Führer der PNP. Nachdem auch gegen ihn Vorwürfe von Korruption und Vetternwirtschaft erhoben wurden, musste er am 25. Juli 1986 zurücktreten. Daraufhin kam es zur Suspendierung des Amtes des Chief Ministers und zur Einsetzung eines Kommissarischen Regierungsrates (Interim Advisory Council) durch Gouverneur Christopher J. Turner, dem Kommissarischen Regierungsrat von Juli 1986 bis Mai 1987 Ariel Misick, Emmanuel Missick, Clement Howell und Carlos W. Simons angehörten.
Francis zog sich daraufhin bis zu seinem Tode 2004 aus dem politischen Leben zurück. Ein Jahr nach seinem Tode wurde 2005 das neue Parlamentsgebäude ihm zu Ehren in N. J. S. Francis Building umbenannt.